# Rebeca Torró
Rebeca Torró Soler (Onteniente, 1 de abril de 1981) es una política española, secretaria de organización del PSOE desde el 5 de julio de 2025 
Militante del Partido Socialista en la población de Onteniente (provincia de Valencia), ha sido concejal del Ayuntamiento de Onteniente. Posteriormente, en el ámbito de la Generalidad Valenciana, se ha desempeñado como directora general de Vivienda y Urbanismo, secretaria autonómica y consejera, así como diputada y portavoz del Grupo Socialista en las Cortes Valencianas. Entre diciembre de 2023 y julio de 2025, fue secretaria de Estado de Industria en el Ministerio de Industria y Turismo.

## Trayectoria
En 2007 inicia su carrera política como concejal en Onteniente (Valencia) en la oposición, en el grupo municipal del PSPV-PSOE. Entre 2011 y 2019 fue portavoz del grupo municipal socialista, en el gobierno liderado por el alcalde Jorge Rodríguez Gramage.
Durante el mandato del socialista Ximo Puig al frente de la Generalidad Valenciana, Torró ejerció como directora general de Vivienda y Urbanismo (2016-2018), secretaria autonómica de Economía, Industria, Comercio y Consumo (2019-2022) y consejera de Territorio, Obras Públicas y Movilidad (2022-2023).
Ya en la oposición, en julio de 2023 fue nombrada portavoz socialista en las Cortes Valencianas. Sin embargo, apenas estuvo cinco meses pues, a principios de diciembre de ese año, el ministro de Industria y Turismo, Jordi Hereu, la propuso como secretaria de Estado de Industria.
En julio de 2025 es designada por Pedro Sánchez como secretaria de Organización del PSOE, tras la salida de Santos Cerdán, dejando la Secretaría de Estado en manos del director de estrategia industrial, Jordi García Brustenga.